# 1961 w literaturze
Wydarzenia literackie w 1961 roku.

## Wydarzenia
- polskie
  - ukazał się pierwszy numer miesięcznika Odra
- zagraniczne
  - w Dortmundzie rozpoczęła działalność Grupa 61, grupa niemieckich pisarzy i publicystów

## Proza beletrystyczna i literatura faktu

### Język polski
- Elżbieta Jackiewiczowa
  - Listy o trudnym dojrzewaniu (Wydawnictwo „Nasza Księgarnia”)[1]
  - Tancerze
- Irena Jurgielewiczowa
  - Ten obcy (Wydawnictwo „Nasza Księgarnia”)[2]
- Stanisław Lem
  - Księga robotów
  - Pamiętnik znaleziony w wannie
  - Powrót z gwiazd
  - Solaris
- Wilhelm Mach – Góry nad Czarnym Morzem
- Aleksander Minkowski
  - Czterdziestu na górze (Państwowy Instytut Wydawniczy)[3]
  - Wielki poker (Wydawnictwo Łódzkie)[4]
- Sławomir Mrożek – Ucieczka na południe
- Marek Nowakowski – Benek Kwiaciarz (Czytelnik)
- Alfred Szklarski – Tomek na tropach Yeti
- Lucjan Wolanowski – Zwierciadło bogini. Reporter w kraju tranzystorów i gejsz

### Inne języki
- Agatha Christie
  - Double Sin and Other Stories – Agatha Christie
  - Tajemnica bladego konia (The Pale Horse)
- Ernest K. Gann – Los jest myśliwym (Fate is the Hunter)
- Joseph Heller – Paragraf 22 (Catch-22)
- Yasunari Kawabata – Śpiące piękności (眠れる美女)
- Milan Kundera – Śmieszne miłości (Směšné lásky)
- Gabriel García Márquez – Nie ma kto pisać do pułkownika (El coronel no tiene quien le escriba)
- Aziz Nesin – Zübük
- J.D. Salinger – Franny i Zooey (Franny and Zooey)
- Josef Škvorecký – Legenda Emőke
- John Steinbeck – Zima naszej goryczy (The Winter of Our Discontent)
- Irving Stone – Udręka i ekstaza (The Agony and the Ecstasy)
- Jun’ichirō Tanizaki – Dziennik szalonego starca (瘋癲老人日記)
- Patrick White – Wóz ognisty (Riders in the Chariot)

## Nowe dramaty
- polskie
  - Zbigniew Herbert – Lalek. Sztuka na głosy
  - Sławomir Mrożek
    - Na pełnym morzu
    - Karol
    - Strip-tease
- zagraniczne
  - Milan Kundera – Posiadacze kluczy (Majitelé klíčů)
  - Tennessee Williams – Noc iguany (The Night of the Iguana)

## Nowe poezje
- polskie
  - Krzysztof Kamil Baczyński (pośmiertnie) – Utwory zebrane
  - Zbigniew Herbert – Studium przedmiotu
  - Józef Łobodowski – Kasydy i gazele
  - Julian Przyboś – Próba całości
  - Tadeusz Różewicz – Et in Arcadia ego (poemat)
  - Adam Ważyk – Labirynt (poemat)
- zagraniczne
  - Hilda Doolittle (H.D.) – Helen in Egypt (Helena w Egipcie)
  - Jewgienij Jewtuszenko – Babi jar (Бабий Яр, poemat)
  - Ivan Wernisch – Radowanie (Těšení)
  - Donald Davie – A Sequence for Francis Parkman[5]
  - Ronald Stuart Thomas – Tares[5]
  - Thom Gunn – My Sad Captains[5]
  - Elizabeth Jennings – Song for a Brith and Death[6]
  - Charles Causley – Johhny Alleluia[6]

## Nowe prace naukowe
- zagraniczne
  - Hannah Arendt – Między czasem minionym a przyszłym (Between Past and Future)
  - Michel Foucault – Historia szaleństwa w dobie klasycyzmu (Histoire de la folie à l'âge classique – Folie et déraison)
  - Herbert Hart – Pojęcie prawa (The Concept of Law)
  - Emmanuel Levinas – Całość i nieskończoność (Totalité et infini. Essai sur l’extériorité)
  - Earl Miner, Robert H. Brower – Japońska poezja dworska (Japanese Court Poetry, Stanford University Press)
  - Sylvester Saller – The Archaeological Setting of the Shrine of Bethphage (razem z Emmanuelem Testą)

## Urodzili się
- 1 stycznia – Sven Regener, niemiecki muzyk rockowy i pisarz
- 11 stycznia – Jasper Fforde, brytyjski powieściopisarz
- 17 stycznia – Suzanne Berne, amerykańska pisarka
- 24 stycznia – Ołeksandr Irwaneć, ukraiński poeta, prozaik i dramaturg
- 25 stycznia – Miguel M. Abrahão, brazylijski pisarz, dramaturg i historyk
- 27 stycznia – Jarosław Trześniewski-Kwiecień, polski poeta
- 28 stycznia – Arnaldur Indriðason, islandzki pisarz
- 29 stycznia – Andrzej Dębkowski, polski poeta i krytyk literacki
- 5 lutego – Maciej Świerkocki, polski pisarz, scenarzysta, krytyk i tłumacz literatury anglojęzycznej
- 11 lutego – Dorota Gellner, polska poetka, autorka książek dla dzieci
- 13 lutego – Henry Rollins, amerykański poeta, pisarz, aktor i muzyk
- 26 lutego – Monika Fagerholm, fińska pisarka
- 13 marca – Masahiko Shimada, japoński pisarz
- 16 marca – Ilja Bojaszow, rosyjski pisarz, historyk i pedagog
- 27 marca – Raimon Weber, niemiecki pisarz i autor słuchowisk radiowych
- 10 kwietnia – Heinrich Steinfest, austriacki autor kryminałów
- 23 kwietnia – Andrij Kurkow, ukraiński pisarz i scenarzysta filmowy
- 28 kwietnia – Maciej Siembieda, polski pisarz, reportażysta
- 8 maja – Marek Zgaiński, polski poeta, literat
- 9 maja – Wiktor Neborak, ukraiński poeta, prozaik i rockman
- 28 maja – Richard A. Knaak, amerykański pisarz fantasy
- 30 maja – Gianrico Carofiglio, włoski pisarz i prawnik
- 3 czerwca – Norbert Gstrein, austriacki pisarz
- 21 czerwca – Lech Miodyński, polski literaturoznawca
- 23 czerwca – David Leavitt, amerykański pisarz
- 6 lipca – Jonas Jonasson, szwedzki dziennikarz i pisarz
- 12 lipca – Piotr Siemion, polski prozaik i tłumacz literatury anglojęzycznej
- 15 lipca – Jean-Christophe Grangé, francuski pisarz
- 18 lipca – Lech Przeczek, czeski prozaik i poeta
- 23 lipca – Vikram Chandra, indyjski pisarz
- 3 sierpnia – Uschi Zietsch, niemiecka pisarka
- 6 sierpnia – Kjell Westö, fiński pisarz
- 19 sierpnia – Jonathan Coe, angielski pisarz
- 20 sierpnia
  - Greg Egan, australijski pisarz s-f
  - James Rollins, amerykański pisarz
- 24 sierpnia – Izabela Filipiak, polska pisarka
- 25 sierpnia – Mirosław Olędzki, polski pisarz i teoretyk literatury
- 27 sierpnia – Piotr Szewc, polski poeta, prozaik, eseista
- 1 września – Krzysztof Szatrawski, polski poeta, prozaik, krytyk muzyczny i literacki
- 13 września – Tom Holt, brytyjski powieściopisarz
- 17 września – Michael J. Sullivan,  amerykański pisarz fantastyki
- 18 września – Bernard Werber, francuski pisarz science fiction
- 26 września – Will Self, brytyjski pisarz
- 28 września – Tatiana de Rosnay, francuska pisarka
- 16 października
  - Dariusz Bugalski, polski poeta
  - Dorota Koman, polska poetka
  - Marc Levy, francuski powieściopisarz
- 20 października – Kate Mosse, angielska pisarka
- 22 października – John C. Wright, amerykański pisarz science fiction i fantasy
- 23 października – Laurie Halse Anderson, amerykańska pisarka
- 27 października – Margaret Mazzantini, włoska pisarka i aktorka
- 14 listopada – Jurga Ivanauskaitė, litewska pisarka, poetka i malarka (zm. 2007)
- 21 listopada – Abel Murcia, hiszpański tłumacz, nowelista i poeta
- 24 listopada
  - Arundhati Roy, indyjska pisarka
  - Mark Winegardner, amerykański powieściopisarz
- 30 listopada – Ingrid Carlberg, szwedzka pisarka i dziennikarka
- 7 grudnia – Marian Kisiel, polski poeta, tłumacz, krytyk literacki
- 8 grudnia
  - Conceição Lima, poetka z Wysp Świętego Tomasza i Książęcej
  - Ermis Łafazanowski, macedoński pisarz, historyk i krytyk literacki
- 23 grudnia – Wasyl Słapczuk, ukraiński poeta, prozaik, krytyk literacki
- 24 grudnia – Marcin Świetlicki, polski poeta
- 25 grudnia – Aleš Debeljak, słoweński poeta, eseista i krytyk (zm. 2016)
- 30 grudnia – Douglas Coupland, kanadyjski powieściopisarz

Data dzienna nieznana:
- Richard Flanagan, australijski pisarz i historyk
- Scott Phillips, amerykański pisarz, tłumacz i scenarzysta
- Clara Usón, hiszpańska pisarka
- Andrzej Waśko, polski literaturoznawca

## Zmarli
- 10 stycznia – Dashiell Hammett, amerykański pisarz (ur. 1894)
- 21 stycznia – Blaise Cendrars, francuski poeta i prozaik (ur. 1887)
- 10 lutego – Jakub Deml, czeski prozaik, poeta, eseista i publicysta (ur. 1878)
- 5 marca – Kjeld Abell, duński dramatopisarz modernistyczny (ur. 1901)
- 12 kwietnia – Imre Sarkadi, węgierski prozaik i dramatopisarz (ur. 1921)
- 30 kwietnia
  - Wojciech Bąk, polski prozaik i poeta (ur. 1907)
  - Jessie Redmon Fauset, afroamerykańska powieściopisarka, poetka i redaktorka (ur. 1882)
- 26 czerwca – Andrzej Bobkowski, polski prozaik, eseista (ur. 1913)
- 1 lipca – Louis-Ferdinand Céline, francuski prozaik (ur. 1894)
- 2 lipca – Ernest Hemingway, amerykański pisarz (ur. 1899)
- 12 lipca – Mazo de la Roche, kanadyjska pisarka (ur. 1879)
- 17 lipca – Olga Forsz, rosyjska pisarka (ur. 1873)
- 19 lipca – Hjalmar Gullberg, szwedzki pisarz, poeta i tłumacz (ur. 1898)
- 22 lipca – Józef Teslar, polski oficer, poeta, publicysta, tłumacz (ur. 1889)
- 14 sierpnia – Clark Ashton Smith, amerykański poeta i nowelista (ur. 1893)
- 23 września – Elmer Diktonius, fiński prozaik i poeta modernistyczny (ur. 1896)
- 26 września – Hilda Doolittle, amerykańska poetka i prozatorka (ur. 1886)
- 19 października – Mihail Sadoveanu, rumuński powieściopisarz, dziennikarz i polityk (ur. 1880)
- 2 grudnia – Fredrik Böök, szwedzki literaturoznawca, krytyk i historyk literatury (ur. 1883)

Data dzienna nieznana:
- Nell Martin, amerykańska pisarka kryminałów (ur. 1890)

## Nagrody
- Nagroda Nobla – Ivo Andrić
- Nagroda Goncourtów – Jean Cau za La Pitié de Dieu
- Nagroda Renaudot – Roger Bordier za Les Blés
- Prix Femina – Henri Thomas za Le Promontoire
- Prix des Deux Magots – Bernard Jourdan za Saint-Picoussin